# Han Csien-sao kínai császár
Han Csien-sao (Han Qianshao) császár a Han-dinasztia 3. császára, aki kiskorú volt, amikor trónra került, helyett a hatalmat az özvegy császárné, Lü Hou (呂后; i. e. 241 – i. e. 180) gyakorolta régensként.

## Származása és uralkodása
A rövid életű császár életrajza homályos, pontos születési dátuma sem ismert. Liu Kung (Gong) (劉恭) feltehetően Huj-ti (Hujdi) császár elsőszülött fia lehetett, aki azonban az egyik ágyastól született. A trónöröklés biztosítása érdekében a császár fő felesége, Csang Jen (Zhang Yan) császárné hivatalosan örökbe fogadta. Huj-ti (Hujdi) császár i. e. 188-ban bekövetkezett halálakor, gyermekként ő került a trónra, de valódi hatalmat nagyanyja, az özvegy császárné Lü Hou gyakorolta régensként. Lü Hou úgy kaparintotta meg a régensi pozíciót, hogy a trónörökös anyját, Csang Jen (Zhang Yan)t a halálba kergette. Alighanem i. e. 184-ben történt, hogy a fiatal császár tudomására jutott, hogy anyja haláláért nagyanyja, Lü Hou a felelős, és ekkor megfogadta, hogy nagykorúvá válva, a császári hatalom valódi birtokosaként ezt meg fogja torolni. Lü Hou ekkor palotafogságba vetette, és bejelentette, hogy súlyos betegsége miatt nem érintkezhet a külvilággal. Az ismeretlen körülmények között bekövetkezett halálát követően az özvegy császárné öccsét Liu Hung (Hong)ot ültette trónra. Mivel Csien-sao (Qianshao) császár teljes mértékben az özvegy császárné bábja volt, nevét gyakorta nem is tüntetik fel a Han-dinasztia uralkodói listáján.